# 崔鄯
崔 鄯（さい ぜん、生年不詳 - 835年）は、唐代の官僚。本貫は貝州武城県。

## 経歴
若くして文学があり、進士に及第した。元和年間、監察御史をつとめた。大和元年（827年）10月、太子詹事から左金吾衛大将軍に任じられた。
大和9年（835年）11月18日、病の徴候なく突然に死去した。礼部尚書の位を追贈された。

## 家族
- 曾祖父：崔綜
- 祖父：崔佶
- 父：崔陲[2][1]
- 兄：崔邠・崔酆・崔郾・崔郇・崔邯
- 弟：崔鄲[5]・崔鄜
- 子：崔琢・崔瑄[6]・崔琛・崔珮・崔琪

## 伝記資料
- 『旧唐書』巻155 列伝第105
- 『新唐書』巻163 列伝第88